# うれしはずかし朝帰り
「うれしはずかし朝帰り」（うれしはずかしあさがえり）は、1989年9月1日にリリースされたDREAMS COME TRUEの3rdシングル。

## 収録曲
全作詞・作曲：吉田美和 / 編曲：中村正人
1. うれしはずかし朝帰り
  - BS-TBS『町中華で飲ろうぜ』エンディングテーマソング
2. うれしい!たのしい!大好き!
  - グリコ「ポッキー」CMソング、映画『山田ババアに花束を』主題歌
  - 郡山中央交通 2021年度CMソング。
  - 大井競馬場（現東京シティ競馬TCK）、2022年CMソング
  - 2ndアルバム『LOVE GOES ON…』や、その他のベスト・アルバムなどには、「うれしい!たのしい!大好き!（'EVERLASTING'VERSION）」として収録されており、シングル・バージョンが収録されているのは本作だけであったが、2015年7月7日に発売されたオールタイム・ベスト・アルバム『DREAMS COME TRUE THE BEST! 私のドリカム』に初めてシングル・バージョンが収録された。
  - カップリング曲でありながらドリカムの代表曲の一つであり、ベストヒットライブ「史上最強の移動遊園地 DREAMS COME TRUE WONDERLAND」のリクエスト投票では2007年に「何度でも」に抜かれるまで1位をキープし続けていた。
  - 2014年11月より公募された「otoCoto presents OtoBon ソングノベルズ大賞 ～音楽を感じる小説～ DREAMS COME TRUE編」で「うれしい!たのしい!大好き!」を元にした受賞作の小説『大好き!』（著：伊藤秋樹）が2015年11月に電子書籍として発売された[1]。

## 収録アルバム
うれしはずかし朝帰り
- LOVE GOES ON…(1989年11月22日)
- BEST OF DREAMS COME TRUE (1997年10月1日、非公式アルバム)
- DREAMS COME TRUE GREATEST HITS "THE SOUL"(2000年2月14日)
- DREAMS COME TRUE THE ウラBEST! 私だけのドリカム(2016年7月7日)

うれしい!たのしい!大好き!
- LOVE GOES ON… ('EVERLASTING' VERSION)
- BEST OF DREAMS COME TRUE ('EVERLASTING' VERSION)
- DREAMS COME TRUE GREATEST HITS "THE SOUL" ('EVERLASTING' VERSION)
- DREAMANIA DREAMS COME TRUE 〜SMOOTH GROOVE COLLECTION〜(2004年1月9日、'EVERLASTING' VERSION)
- DREAMS COME TRUE THE BEST! 私のドリカム(2016年7月7日)
- DOSCO prime (DOSCO prime Version)